# Walter Dury
Walter Dury (* 14. Februar 1944 in Zweibrücken) ist ein deutscher Jurist.

## Leben
Nach dem Abitur am Staatlich-Mathematisch-Naturwissenschaftlichen Gymnasium Zweibrücken, dem heutigen Helmholtz-Gymnasium, leistete Dury Wehrdienst bei den Heeresfliegern. Nach Wehrübungen schied er als Oberleutnant d. R. aus.
Er studierte Rechtswissenschaften in Heidelberg und Saarbrücken. Nach dem 1. juristischen Staatsexamen 1971 arbeitete er an der Universität Saarbrücken als wissenschaftlicher Mitarbeiter und leistete sein Rechtsreferendariat im Bezirk des OLG Zweibrücken. Das Studium schloss er 1974 mit dem 2. juristischen Staatsexamen ab.
Im Jahr 1974 trat Dury als Richter in die rheinland-pfälzische Justiz ein. Nach einer Tätigkeit am Landgericht Zweibrücken wurde er 1981 zum Richter am OLG Zweibrücken ernannt. Von 1992 bis 1995 war er Präsident des Landgerichts Kaiserslautern, von 1995 bis 2009 Präsident des OLG Zweibrücken und zugleich Richter am Verfassungsgerichtshof Rheinland-Pfalz in Koblenz.
Walter Dury veröffentlichte zahlreiche Fachaufsätze, war 20 Jahre Aufsichtsrat der Gesellschaft für Bauen und Wohnen GmbH Zweibrücken, engagiert sich in Ehrenämtern, im Bereich des Sportrechts und als Vorsitzender zivilrechtlicher Schiedsgerichte. Er ist Schiedsrichter beim Deutschen Sportschiedsgericht der DIS in Köln und berät die Rechtsanwaltskanzlei Dury Legal, Saarbrücken. 

## Engagement
Von 1980 bis 1992 war Dury Vorsitzender der FDP-Fraktion im Stadtrat von Zweibrücken. Parallel dazu war er von 1981 bis 1993 Leiter von Arbeitsgemeinschaften für Rechtsreferendare; zwischen 1982 und 2014 hatte er den Vorsitz der Prüfungskommissionen für die 1. und 2. Staatsprüfung für Juristen in Rheinland-Pfalz inne. Außerdem saß Dury von 1973 bis 1991 im Vorstand des SV 64 Zweibrücken als Beisitzer, Schatzmeister und zweiter Vorsitzender.
Im Jahre 1981 war Dury Mitbegründer des Vereins Deutsche Vereinigung für Sportrecht (DVSR), in dem er bis 2006 Beiratsmitglied war. Ein Jahr später gehörte er zu den Gründern des Fördervereins Historische Fasanerie Zweibrücken, bis 2006 war er zweiter Vorsitzender. Er war Mitglied der Verbandsversammlung des Zweckverbands Entwicklungsgebiet Flugplatz Zweibrücken. Ab dem Jahr 1991 saß er im Landesfachausschuss, von 2010 bis 2014 als Vorsitzender, und von 1999 bis 2011 im Bundesfachausschuss „Inneres und Recht“ der FDP. Von 1994 bis 2000 war er erster Vorsitzender des Vereins Pfälzische Straffälligenhilfe und anschließend bis 2017 erster Vorsitzender des Nachfolge-Vereins Pfälzischer Verband für Soziale Rechtspflege (PVSR).
Seit 1994 ist er Mitglied des Lions-Club Zweibrücken, in den Jahren 2000 und 2001 war er dessen Präsident, von 2003 bis 2011 war er Mitglied des Distrikt-Ehrenrats. Seit 2012 ist er erster Vorsitzender des Fördervereins Lions-Hilfe Zweibrücken. Er war von 1998 bis 2014 Mitglied des Vorstands der Zweibrücker Kulturgutstiftung Gehrlein Fuchs und von 2006 bis 2019 stellvertretender Präsident im Pfälzischen Rennverein Zweibrücken. Seit 2008 ist er Richter beim Deutschen Sportschiedsgericht (DIS) in Köln.

## Auszeichnungen
- 1992 Stadtehrenmedaille der Stadt Zweibrücken in Bronze
- 2011 Ehrenplakette des Deutschen Paritätischen Wohlfahrtsverbandes
- 2017 Ehrenvorsitzender des Vereins "Pfälzischer Verband für Soziale Rechtspflege e. V."
- 2017 Verdienstorden des Landes Rheinland-Pfalz

## Werke
- Haftung des Trainers – straf- und zivilrechtliche Verantwortlichkeit, in: Dury (Hrsg.), Der Trainer und das Recht, Recht und Sport Bd. 21, Stuttgart 1997, S. 9 ff.